# We Play Endlessly
We Play Endlessly — альбом-сборник исландской группы Sigur Rós, выпущен 31 января 2009 года в Великобритании в качестве бесплатного приложения к газете The Independent.

## Об альбоме
На We Play Endlessly представлена подборка песен из альбомов, выпущенных после подписания контракта с лейблом звукозаписи Parlophone:
- «Hoppípolla», «Sæglópur» и «Heysátan» из альбома Takk… (2005)
- «Inní mér syngur vitleysingur», «Gobbledigook» и «Fljótavík» из альбома Með suð í eyrum við spilum endalaust (2008)
- «Í Gær» и «Hafsól» из сборника Hvarf/Heim (2007)
- «Ti Ki» из мини-альбома Ba Ba Ti Ki Di Do (2004)

## Список композиций
1. «Hoppípolla» — 4:26
2. «Inní mér syngur vitleysingur» — 4:05
3. «Sæglópur» — 7:20
4. «Gobbledigook» — 3:05
5. «Í Gær» — 6:23
6. «Fljótavík» — 3:49
7. «Hafsól» — 9:46
8. «Heysátan» — 4:09
9. «Ti Ki» — 8:49